# Anna Wladlenowna Samochina

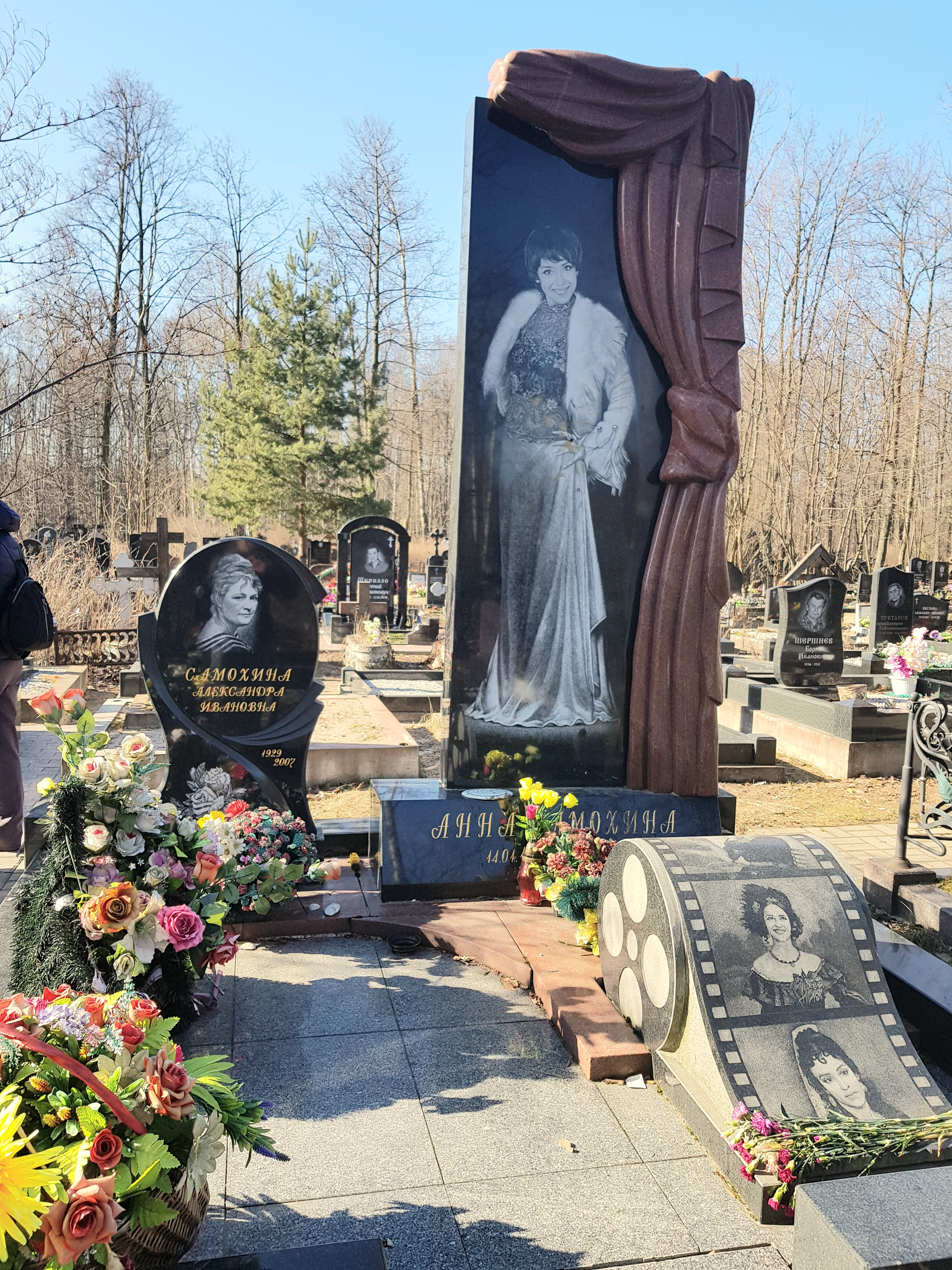
Sie wurde am 10. Februar 2010 auf dem Smolensker Friedhof in St. Petersburg beigesetzt, neben dem Grab ihrer Schwiegermutter, der Mutter ihres ersten Ehemanns Alexander Nikolajewitsch Samochin.

Anna Wladlenowna Samochina (russisch Анна Владленовна Самохина, wiss. Transliteration Anna Vladlenovna Samohina; * 14. Januar 1963 in Gurjewsk; † 8. Februar 2010 in Sankt Petersburg) war eine russische Schauspielerin.
Sie galt in der späten Perestroika-Zeit und Anfang der 1990er Jahre als eine der schönsten und gefragtesten Schauspielerinnen Russlands. Ihren Durchbruch feierte sie 1988 als Mercedes in der sowjetischen Verfilmung von Alexandre Dumas’ Roman Der Graf von Monte Christo. Im selben Jahr spielte sie eine Gangsterbraut im Juri-Kara-Krimi Diebe im Gesetz. In der Folgezeit wirkte Samochina in mehreren Dutzend Filmen und Fernsehserien mit.
Anna Samochina starb am 8. Februar 2010 im Alter von 47 Jahren an Magenkrebs.

## Filmografie (Auswahl)
- 1988: Der Häftling von Château d’If (Узник замка Иф)
- 1988: Diebe im Gesetz (Воры в законе)
- 1989: Don César de Bazan (Дон Сезар де Базан)
- 1990: Die Jagd der Zarin (Царская охота)
- 1992: Tartuffe (Тартюф)
- 2003: Das kriminelle Petersburg (Бандитский Петербург)